# K$K
K$K (abréviation de La Koska) est un groupe de rap français indépendant, composé de Vinz et Dy (de leurs vrais noms Vincenzo et Eddie), originaires de Seine-Saint-Denis. Le groupe se distingue par sa polyvalence et leurs clips aux visuels très soignés.

## Biographie
Leur rencontre a lieu en 2010 dans le cadre d'une séance studio à Annecy. Il y a immédiatement une connexion musicale entre les deux artistes et quelques semaines plus tard, leurs groupes réciproques de l'époque Spécial-Impact et Récit'Div décident d'un travail commun.
Le groupe K$K se forme en 2015, initialement nommé La Koska (de l'italien cosca qui signifie clan dans le lexique mafieux), quand Vinz reprend contact avec Dy après plusieurs années de mésaventures judiciaires et personnelles. Ils décident de construire leur projet sous la direction artistique du label BackUp Music.
En 2017, ils signent chez Musicast.

## Discographie

### Singles
- 2017 : Tout en euros
- 2017 : Grammé
- 2017 : Game
- 2017 : Dingue
- 2017 : Parlons Bref
- 2017 : Fallait qu’j’me taille
- 2018 : Pour une vie de rêve

### Apparations
- 2018 : Shoot sur la compilation Game Over

### Album
- 2018 : K$K